# Kotelett

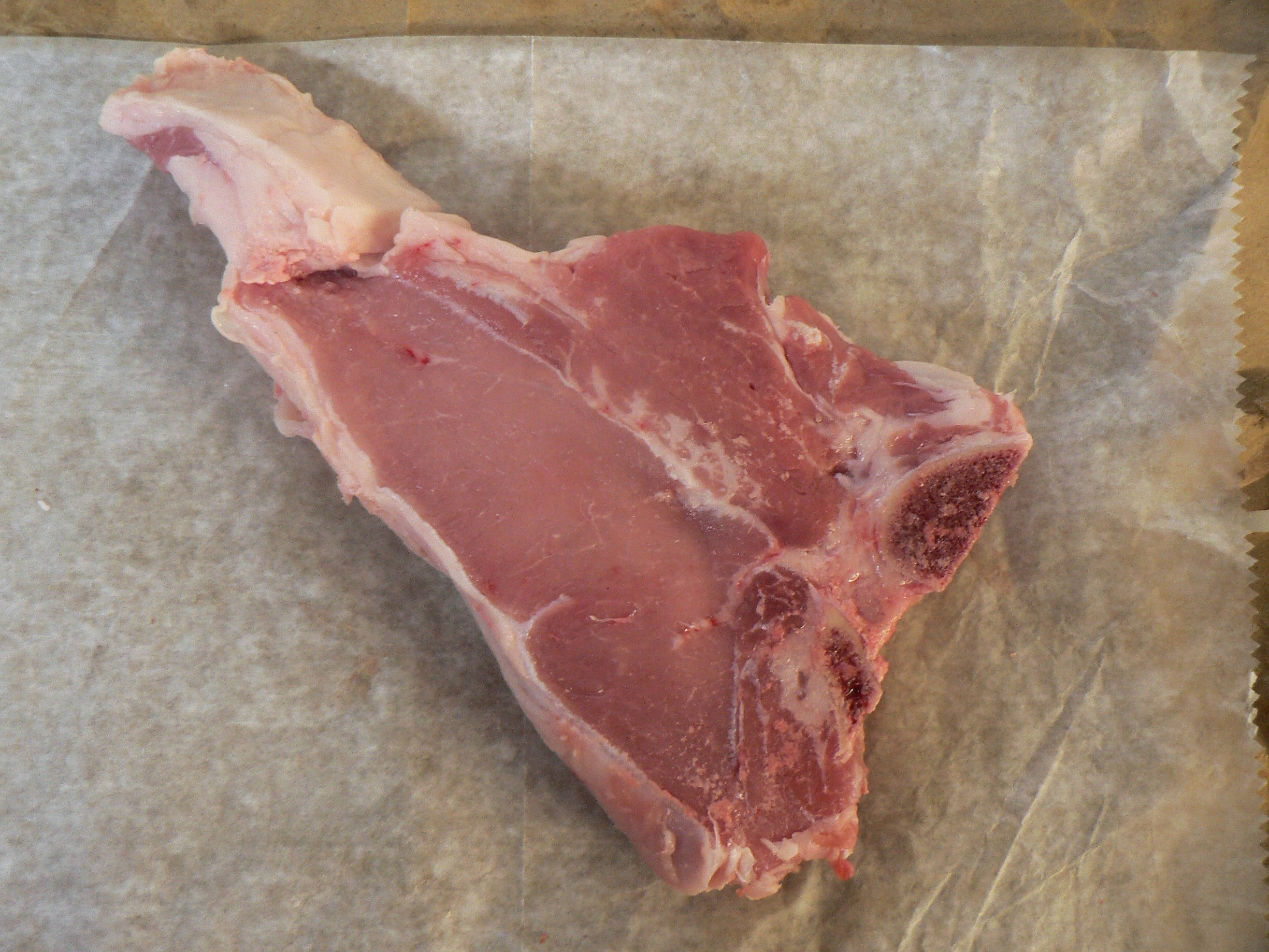
Rohes Kalbskotelett mit Filet

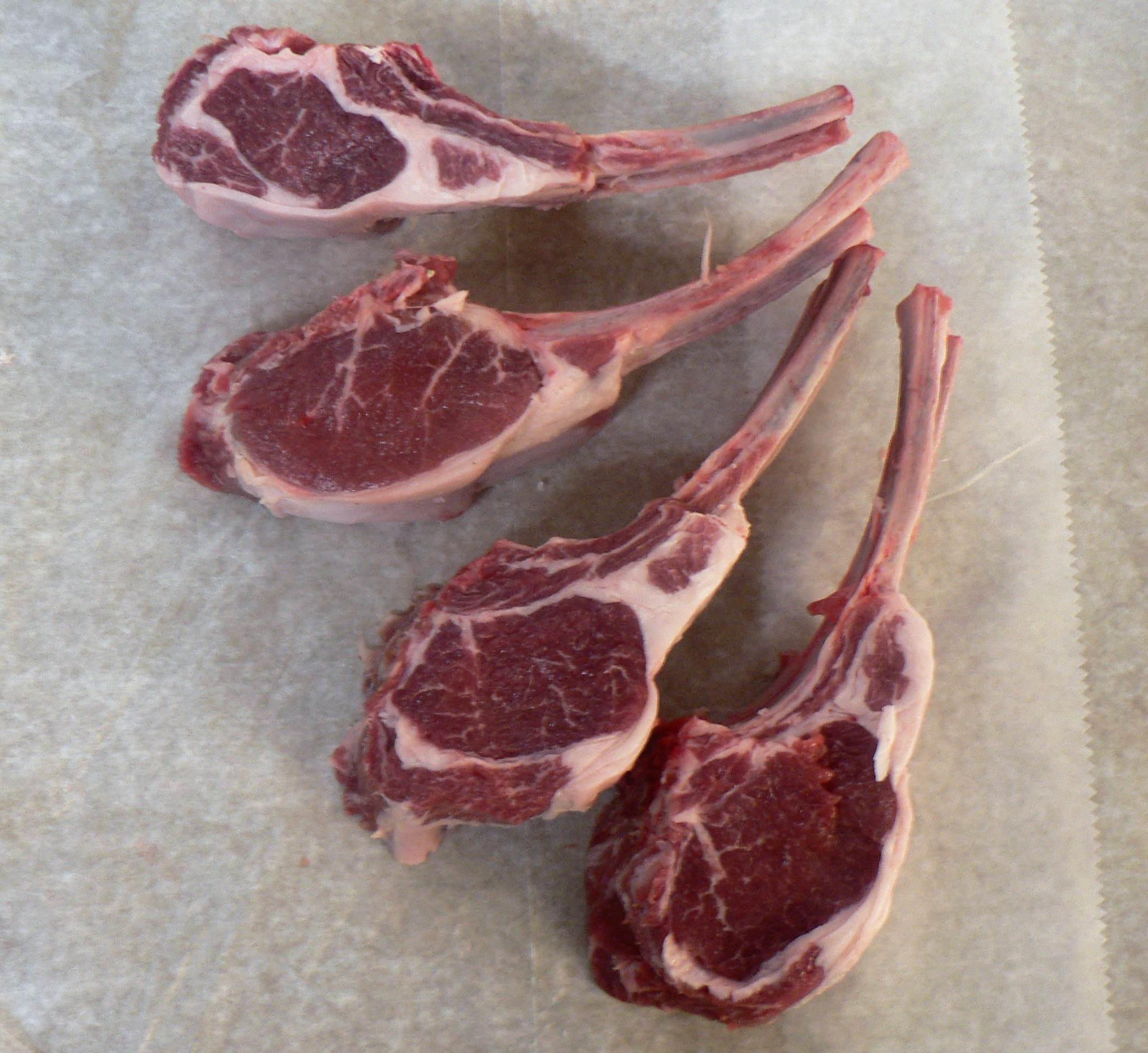
Rohe Lammkoteletts

Koteletts (frz. côtelette „Rippchen“, aus frz. côte bzw. lat. costa „Seite“, „Rippe“), Rippchen oder Karrees sind Scheiben aus dem Rippenstück (auch Karree, Rücken, Karbonade oder Kotelettstrang genannt) mit Knochen. Das Rippenstück befindet sich beiderseits der Wirbelsäule hinter dem Nacken. Koteletts werden vom Schwein, Kalb, Lamm und Rind zubereitet.
Koteletts werden meist gebraten oder gegrillt, können aber auch paniert werden wie z. B. Costoletta alla milanese. Aus mehreren Koteletts zusammenhängend am Stück belassen, kann ein Kronenbraten hergestellt werden.

## Fleischarten von Koteletts

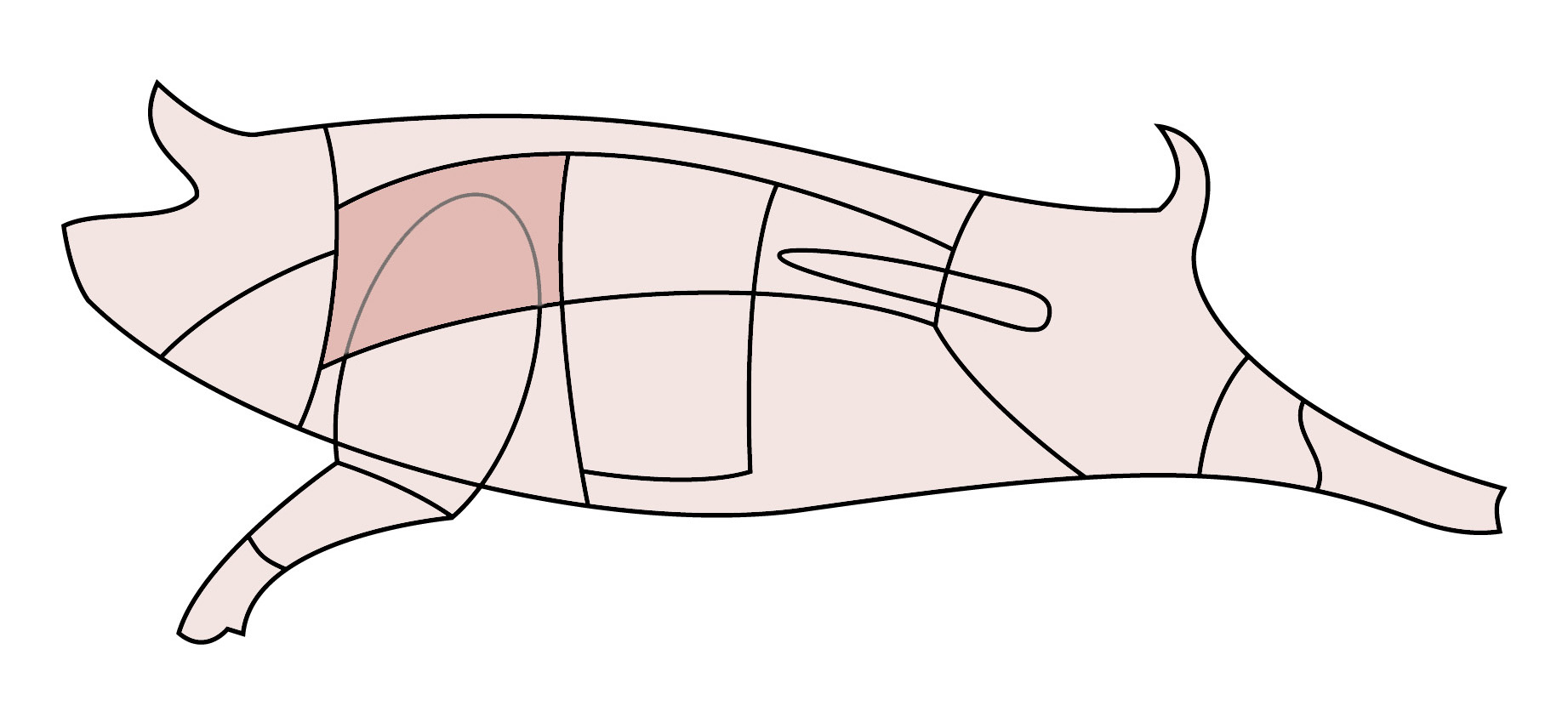
Nackenkotelett vom Schwein

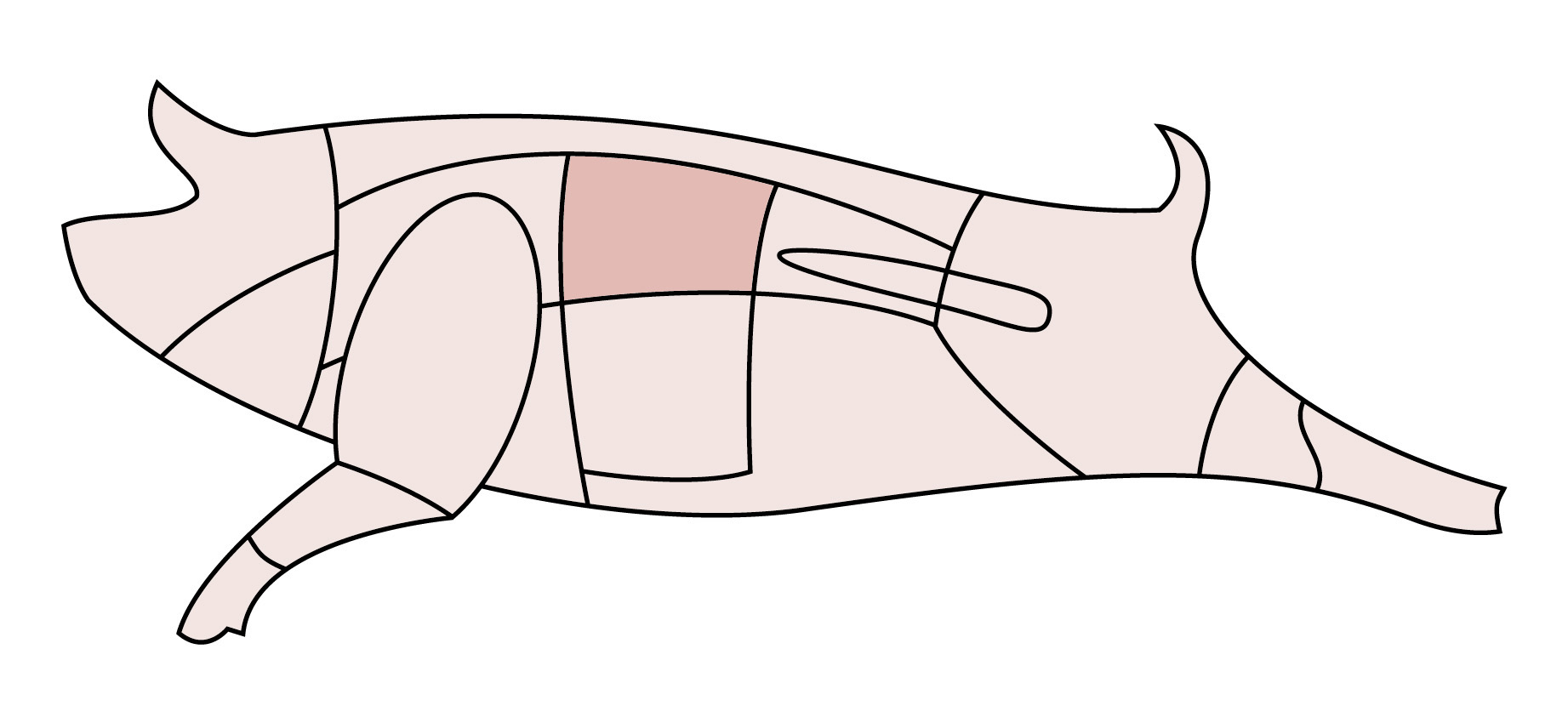
Stielkotelett vom Schwein

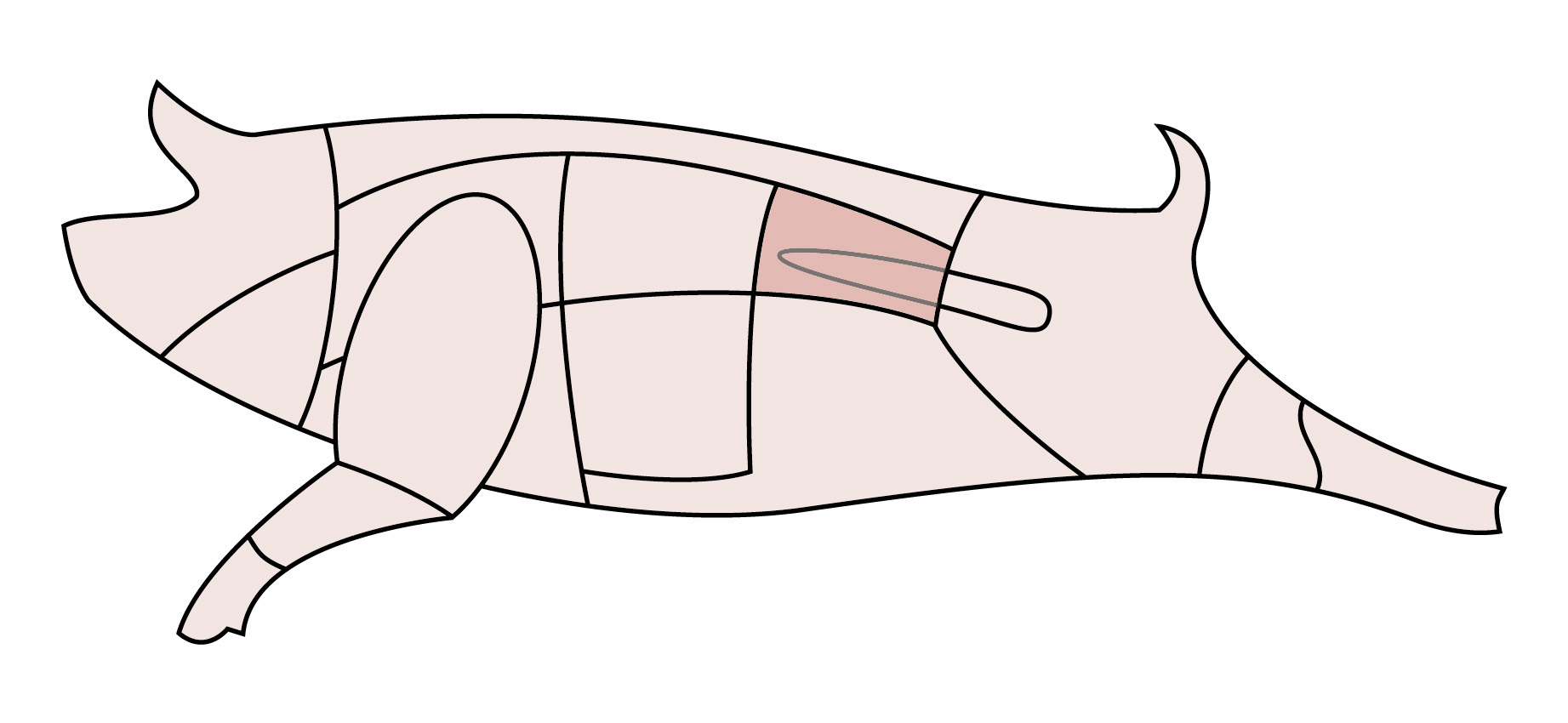
Lenden- oder Lummerkotelett
vom Schwein

### Schwein
Beim Schwein reicht der Kotelettstrang von der Vorder- bis zur Hinterkeule. Die vorderen Koteletts werden wegen des Nackenansatzes Nackenkotelett genannt, in der Schweiz auch als Hals(koteletts) bezeichnet. Die mittleren heißen wegen der langen anliegenden Rippenknochen Stiel- oder Rippenkotelett und die hinteren, die auch Teile des Filets enthalten, Lummer-, Lenden- oder Filetkoteletts, in der Schweiz auch Nierenstück. Lendenkoteletts sind besonders knochenarm und mager.

### Kalb
Der Rücken des Kalbes kann in Kamm, Stielkotelett und Filetkotelett (Nierenstück) zerlegt werden. Das hintere Rippenstück im Ganzen (der Sattel) wird als Kalbsrücken gehandelt (nach DLG).

### Rind
Beim Rind heißt das vordere Kotelettstück Hochrippe, dem Schweinenacken bzw. Schweinekamm gleichzusetzen, und wird als Kochfleisch, Bratenfleisch, Gulasch oder ausgebeint als Steak verwendet. Das hintere Kotelettstück vom Rind, das dem Stielkotelett vom Schwein entspricht, wird als Rinderkotelett mit Rippen, als Rinderkotelettstück ohne Rippen sowie mit dem Filet als T-Bone-Steak und ausgebeint als Roastbeef oder Rumpsteak verkauft.

### Lamm
Beim Lamm werden Koteletts wie beim Kalb aus dem vorderen und mittleren Rippenstück geschnitten.

### Fisch
Bei größeren Speisefischen wie dem Kabeljau werden Scheiben, die mit einer Dicke von mehreren Zentimetern senkrecht zur Wirbelsäule geschnitten sind, ebenfalls als Koteletts bezeichnet.

## Karbonade
Ein veralteter Begriff für ein gebratenes Kotelett ist Karbonade. Jedoch wird dieser Begriff häufig auch für eine andere Schnittform des Rückstücks verwendet, bei dem die doppelte Fleischmenge mit einem Rippenknochen verbunden ist.

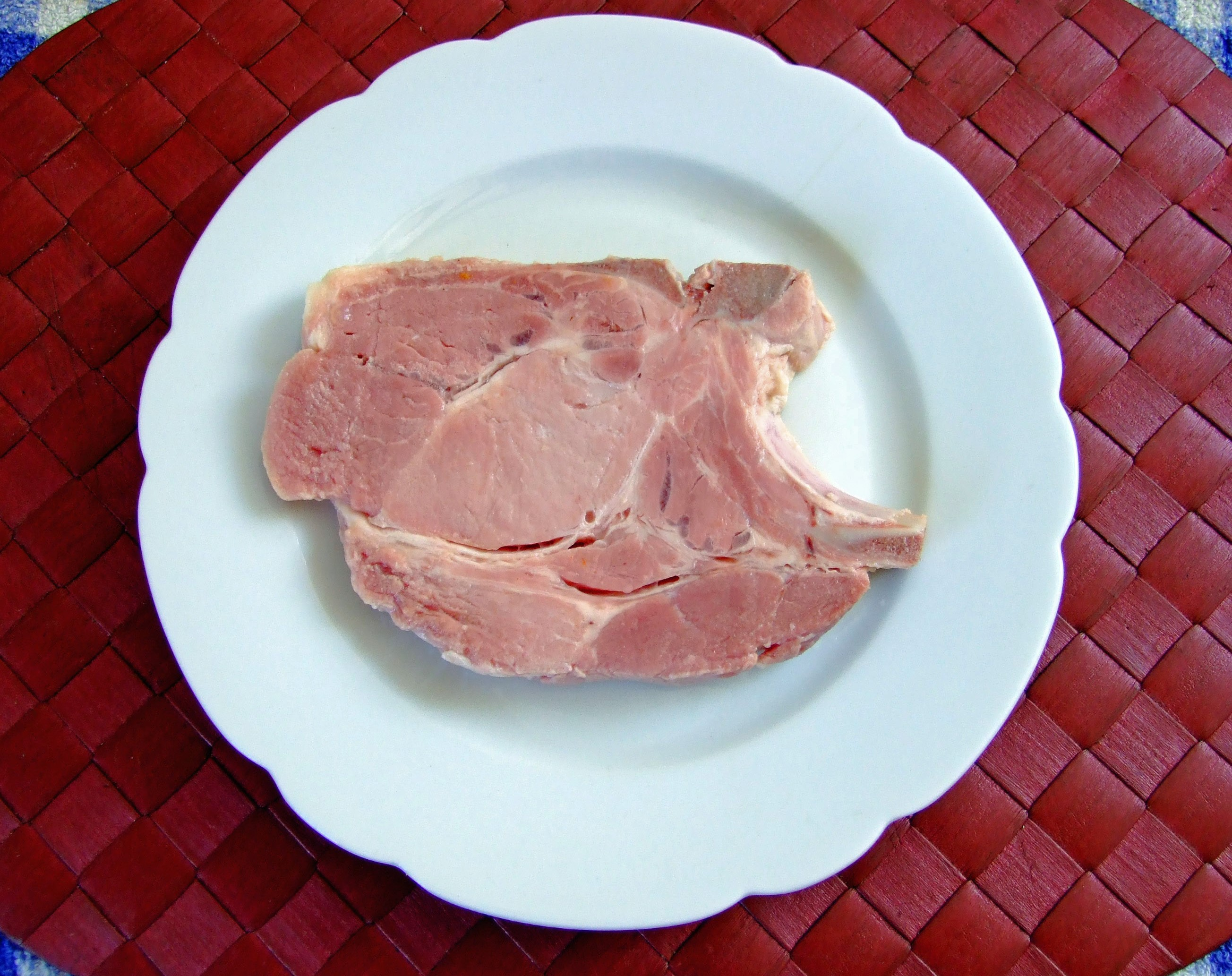
Gepökeltes und gekochtes Schweinekotelett
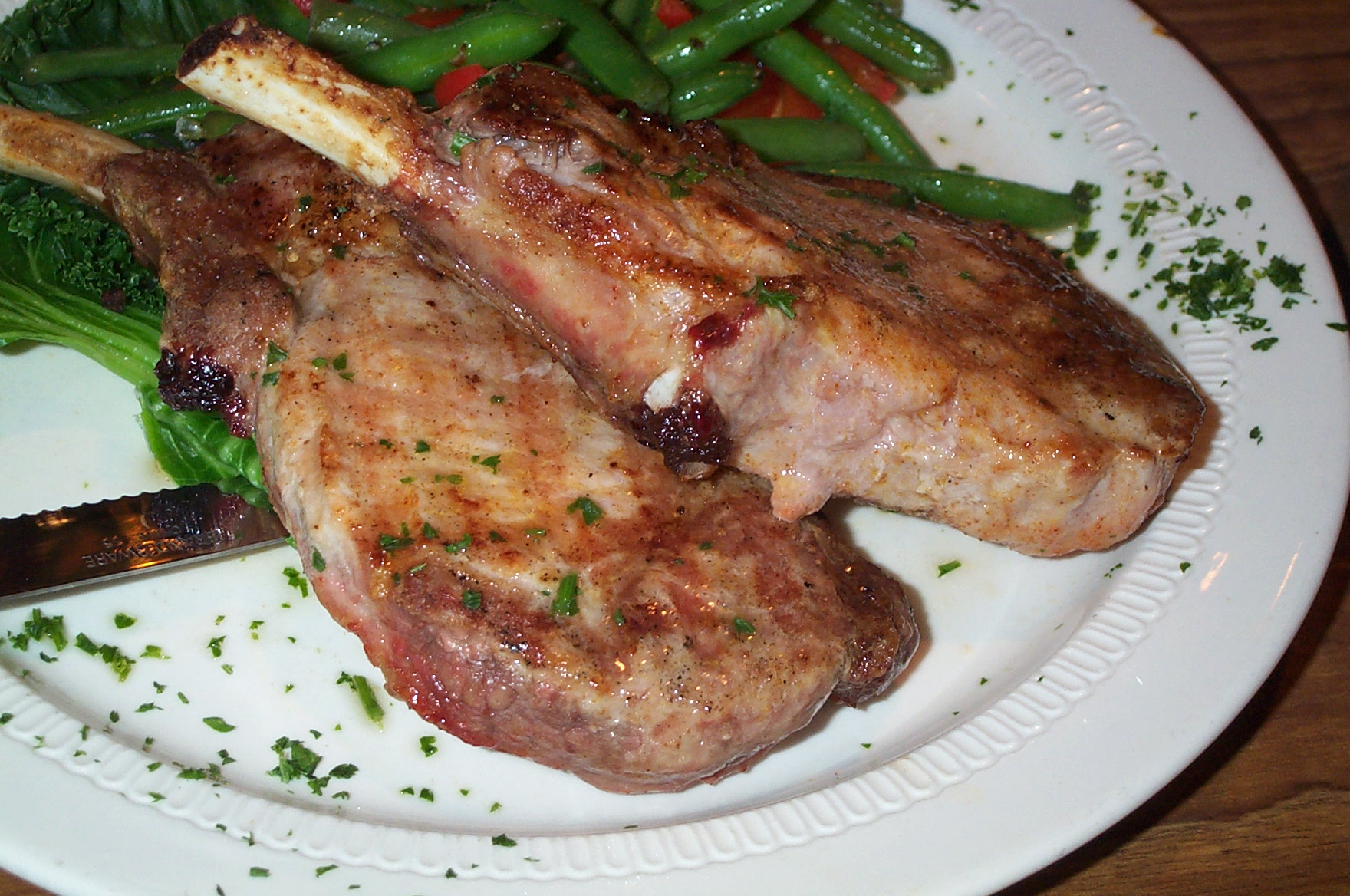
Gegrillte Schweinekoteletts
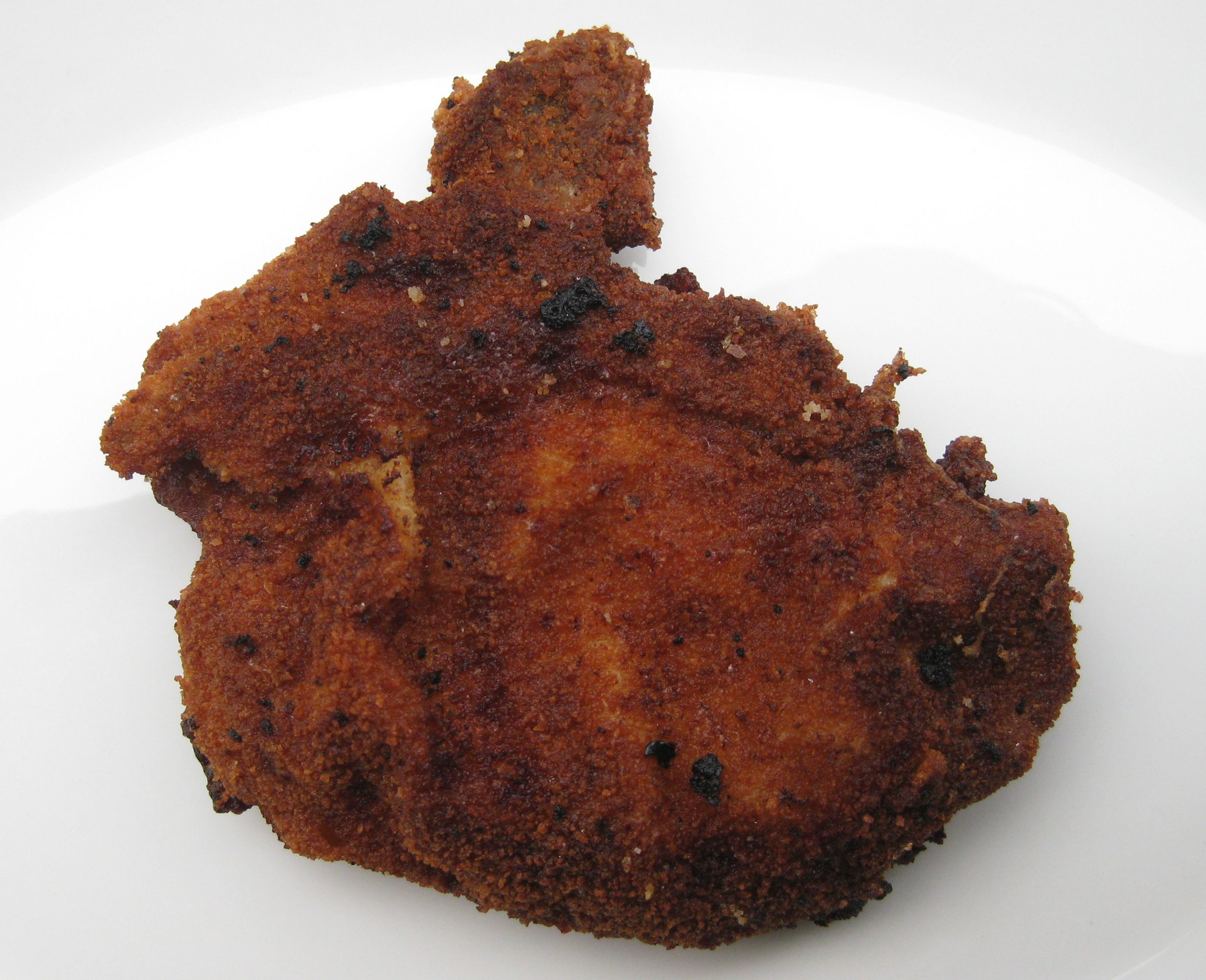
Paniertes und gebratenes Schweinekotelett

## Trivia
In der Schweiz wird der Cervelat („Schweizer Nationalwurst“) gerne auch als Arbeiterkotelett bezeichnet.
In einigen Teilen Mitteldeutschlands wird ein paniertes Kotelett auch als Schnitzel mit Henkel bezeichnet.